# Johan Koskiranta
Johan Koskiranta, född 22 september 1981 i Karlstad, är en svensk innebandyspelare som har spelat i Elit södra för Sjöstads IF och som proffs i Herlev FC i Danmark. Sedan 2001/2002 har han spelat i Tranås IBF, i division 3 i Sverige.

## Klubbar
Säsong - Klubb - Serie
- 94/95-96/97 - BK Vålberg (moderklubb)
- 97/98-99/00 - Sjöstads IF - Elit södra/Allsvenskan
- 00/01-00/01 - Hørsholm FK
- 01/02- nuv. - Tranås IBF - Div. 2